# Török Gáspár
Török Gáspár (Brassó, 1934. július 27. – Marosvásárhely, 2019. április 26.) erdélyi magyar fotóművész.

## Életútja
1952-ben érettségizett a marosvásárhelyi Bolyai Líceumban, 1956-ban elvégezte a bukaresti egyetemen az épületgépészeti szakot. 1959–63 között műszaki vezető a marosvásárhelyi építkezési trösztnél; 1963–89 között a kolozsvári ipari építészeti tröszt marosvásárhelyi telepén épületgépészeti egységvezető, 1989–90-ben, nyugdíjazásáig, a minőségi ellenőrök osztályvezetője.
Kedvtelése volt a fényképezés: művészfotói napilapokban, valamint a Fotografia című szaklapban jelentek meg. 1979-ben vett részt először országos, majd 1990-ig több nemzetközi fotókiállításon. Mind a hazai, mind külföldi kiállításokon számos díjat nyert.

## Egyéni kiállításai
- Marosvásárhely (1980, 1983, 1991);
- Kézdivásárhely (1985)
- Székelykeresztúr (1986)
- Csíkszereda (1991)

## Kötetei
- Transsilvania. Expo – foto. Marosvásárhely 1991. március; katalógus összeáll. Török Gáspár, szöveg Tonk Sándor; RMDSZ, Marosvásárhely, 1991
- Volt egyszer egy osztály... A Bolyai Farkas Líceum 1951–1952-ben végzett diákjainak visszaemlékezései 50 éves érettségi találkozójuk alkalmából. Marosvásárhely, 2002; összeáll. Török Gáspár, szöveggond. kollégiumtörténet Adamovits Sándor; Mentor, Marosvásárhely, 2002
- Kivárt pillanatok; Lyra, Marosvásárhely, 2004
- Marosvásárhely, a fotográfia városa. Fotótörténeti tanulmányok; Török Gábor, Marosvásárhely, 2013